# 大阪市交通局30000系電車
大阪市交通局30000系電車（おおさかしこうつうきょく30000けいでんしゃ）は、2009年（平成21年）より大阪市交通局が高速電気軌道（大阪市営地下鉄）向けに導入した通勤形電車である。2018年（平成30年）4月の大阪市交通局民営化にともない、民営化以前に製造された車両はすべて大阪市高速電気軌道（Osaka Metro）に継承された。
正式な形式名称は30000系であるが、御堂筋線仕様車は31系、谷町線・中央線仕様車は32系とも表記される。
本項では、2022年（令和4年）7月に中央線向けとして運行を開始したOsaka Metro30000A系電車についても記述する。

## 概要
谷町線の老朽化した30系を置き換えるため、2008年から導入された。開発は大阪オリンピックの誘致計画の頃に持ち上がり、2006年に開発許可が降りた。全般的には新20系をベースに、80系などで採用された最新技術を取り入れ、さらに発展させたものとなっている。
谷町線への新型車両の投入は22系の投入以来19年ぶりで、2013年10月までに13編成の導入が完了し、大阪市営地下鉄の営業車両はすべて電機子チョッパ制御・VVVFインバータ制御・回生ブレーキ装備となり、省エネ車両率100％を達成した。
2011年（平成23年）からは10系置き換えのため御堂筋線に導入された。御堂筋線においての新型車の投入は21系の投入以来20年ぶりとなった。
2022年6月に御堂筋線用の最終編成である31622Fが投入され、御堂筋線用30000系は全22編成の導入が完了した。
大阪市営地下鉄の地下鉄車両としては、大阪市交通局時代に導入した最後の新形式車両となった（大阪市交通局全体としては、ニュートラムの200系が最後の新形式である）。Osaka Metro継承後も増備が続けられている。
価格は6両1編成で約8億9千万円（1両あたり約1億4,830万円）であるが、その後は入札のたびに価格が下落している。

## 車両概説
本節では共通事項について述べ、谷町線・御堂筋線独自の仕様については異なっているため後述する。

### 車体
車体は軽量ステンレス構体で、レーザー溶接組み立てのビードレス外板となっている。前頭形状は従来の切り妻形から丸みを帯びた形状に改められており、灯具類は前照灯と尾灯が前面上部の左右両脇に配置され、窓下にはラインカラー帯が配置される。
行先表示器にはLED式を本格採用した。谷町線向け第1編成の32601Fでは前面・側面ともに3色LEDを採用したが、その後に増備された32602F以降の前面の行先表示器に大阪市営地下鉄初となるフルカラーLEDを採用している。なお、側面の行先表示器は全て3色LEDである。車体にはラインカラー帯のほか、号車番号が大きく記されている。

### 内装・機器類
台車はインダイレクトマウント・モノリンク式台車であり、23系23613Fで試験的に用いられたものをベースとしたDS-300形台車 が採用されている。
冷房装置は20系のものより薄型で冷房能力が強化されたものが1両につき2基搭載され、中央へ少し寄せられている。新20系以前の車両で客室内の天井に生じていた冷房装置下部と非搭載部の段差が解消されるとともに、天井高さが引き上げられてフラットな見付となった。座席下部に取り付けられている暖房装置も80系以前の車両より薄型になり、座席下部機器の移設もあり床面積を拡大している。谷町線向け第1編成では大阪市交通局の車両として初めて台車点検蓋を床材で隠し、フラットな床面にしている。
補助電源装置は第3軌条方式5路線では初めてとなるSIVを搭載している。
車内には大阪市交通局の車両としては初 の液晶ディスプレイ（LCD）による車内案内表示装置を設置し、次駅案内や4か国語（日本語・英語・中国語・ハングル）の運行案内などを知らせる。

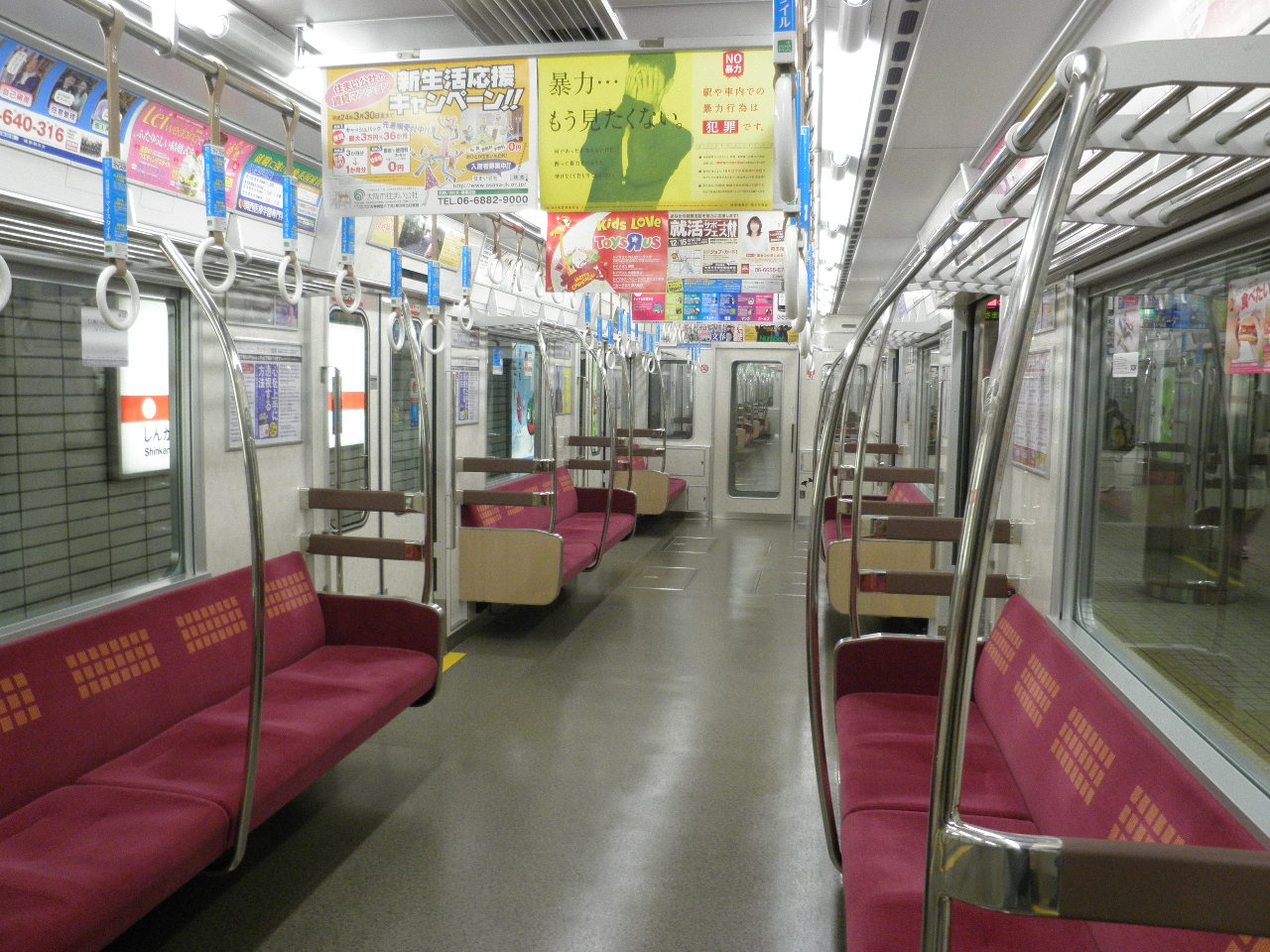
御堂筋線31601Fの車内
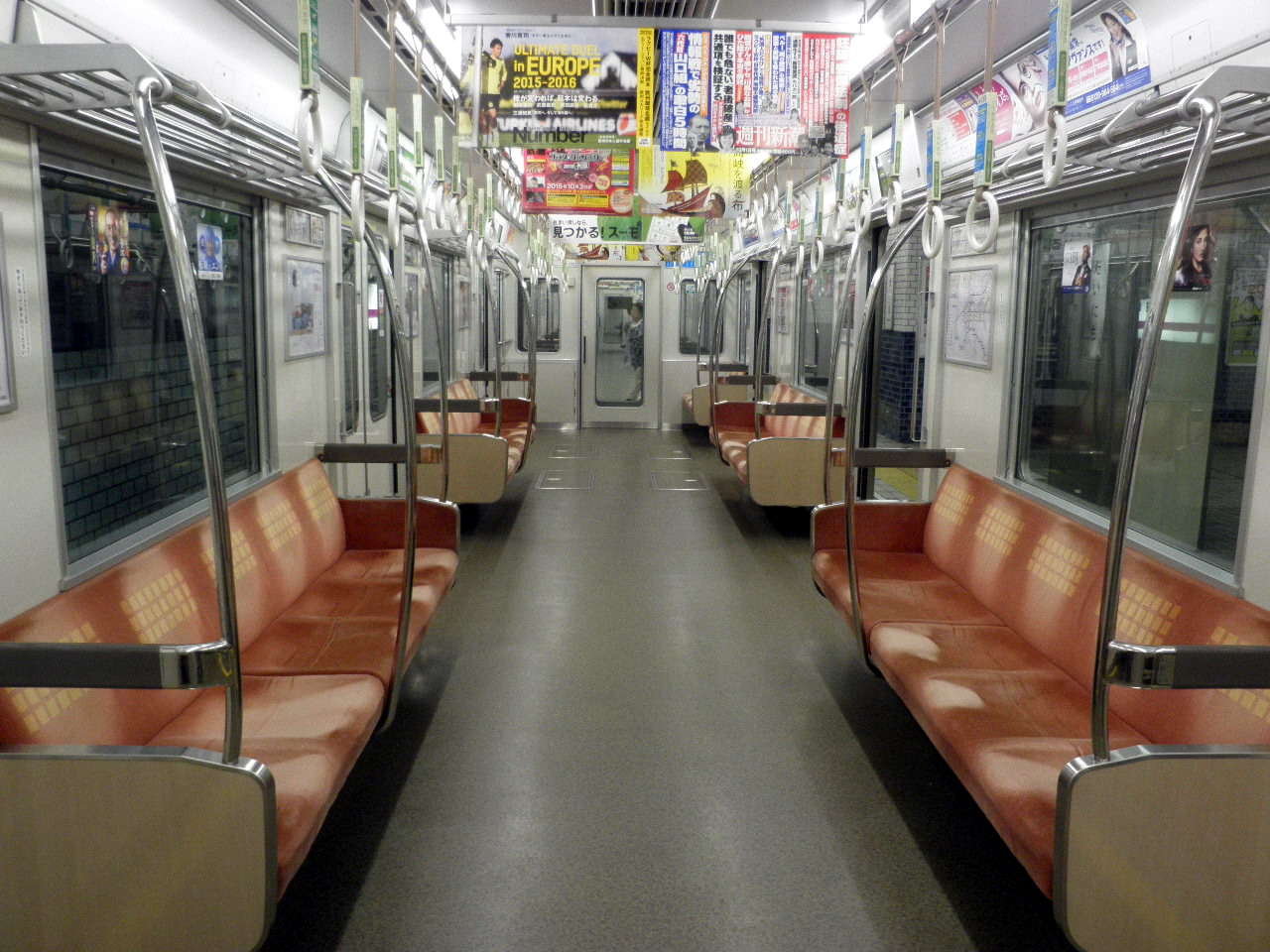
谷町線32601Fの車内
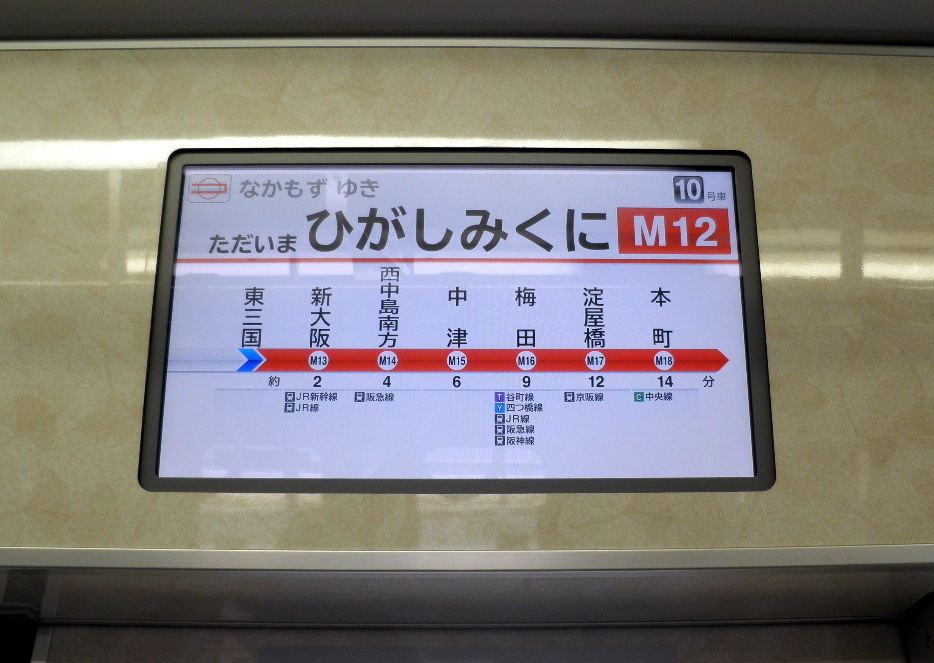
御堂筋線用車両の車内LCD（三菱電機製）
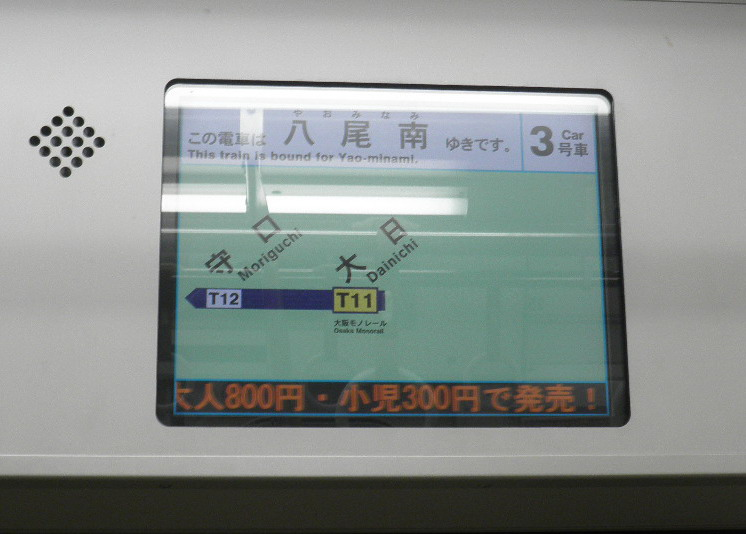
谷町線用車両の車内LCD（交通電業社製）

## 谷町線仕様車（32系）
前面の下部の形状は直線で、内装パネルは白系の柄入りとなっている。カーテンは準備工事のみでカーテンレールのみ設置されている。車内案内表示装置は交通電業社製の4:3の画面幅のもので、他の事業者では見られない独自のデザインになっている。

### 2009年度・2010年度投入分（32602F - 32604F）
試作車であった32601Fで得られたデータを反映し、一部仕様を変更した谷町線向けの量産車。2009年度末に32602Fが、2010年度に32603F、32604Fの計6両3編成18両が投入された。
- 前面行先表示器のフルカラーLED化
- 床材で隠されていた台車点検蓋の露出化
- 扉開閉予告灯の位置を左上部から中央上部へ変更
- 開扉時の盲動鈴鳴動機能追加（32604Fのみ。チャイム音は新幹線700系電車（後期型）・新幹線N700系電車と同じで、新20系中後期リニューアル車にも搭載された）

谷町線向け量産車の投入に伴う32601Fの量産化改造
量産車の投入に伴い、試作車であった32601Fについても、量産車と仕様を合わせるための改造が行われた。
- 前面行先表示器を3色LEDからフルカラーLEDに変更
- 32601Fの登場時、台車点検蓋は床材で隠されていたが、32602F以降および従来車と同様に露出化

### 2011年度投入分 (32605F - 32607F）
32605F - 32607Fの計6両3編成18両が投入された。同時期に投入された御堂筋線向けの編成は谷町線向けの編成と比べて前面デザインや側面のカラーリング、座席配置、内装パネルの柄、扉上部の車内案内表示装置のモニターなどが異なっているが、それらについては谷町線向けの編成については従来の編成と仕様を合わせ、内装、盲動鈴などに改良が施された。
- 運転席日よけを変更（材質を透明アクリル板からFRPに変更、大型化、位置を中央寄りに変更）
- 袖仕切の横棒の着色部分を灰色から茶色に変更
- 扉横の手すりを下方向へ拡大し、小さな子供が手すりを握ることができるようにした。
- 準備工事で取り付けられていたカーテンレールは2010年度製造の32604Fまでは従来の窪みに金具を引っ掛けて止めるタイプであったが、フリーストップ式カーテンが取り付けられるよう、フリーストップタイプに変更。
- 内装パネルの貼り付け面積を拡大し、新たに扉上部にも貼り付けた。
- 盲動鈴の鳴動間隔を開扉後最初の1回は3秒後に、その後は4秒間隔になるよう変更（32604Fも32605F以降の増備後に鳴動間隔を変更し、32601F - 32603Fにも盲動鈴鳴動機能を追加）。

なお、これらの変更点は同時期に御堂筋線向けとして増備された31601Fにも反映されているが、特記を除き2011年度以前に製造された編成には反映されていない。

### 2012年度・2013年度投入分（32608F - 32613F）
2012年度に32608F - 32610Fが、2013年度に谷町線向け最終増備車として32611F - 32613Fの計6両6編成36両が投入された。御堂筋線向けの31601Fにおける仕様変更点の一部を反映したうえで、車内の安全設備面の改良が施された。
- 扉付近の枕木方向へつり革を新設し、つり革の本数を増加。
- 袖仕切の横棒を御堂筋線向け31601Fと同様に2段化（32607Fまでは1段）。

扉付近の枕木方向へつり革を新設した点については2013年度に御堂筋線に投入された量産車にも反映されたが、2012年度以前に製造された編成には反映されていない。
| 編成   | 竣工日         | メーカー | 仕様       |
| ------ | -------------- | -------- | ---------- |
| 32601F | 2008年11月15日 | 近畿車輛 | 先行試作車 |
| 32602F | 2010年3月23日  | 近畿車輛 | 2次車      |
| 32603F | 2010年6月3日   | 近畿車輛 | 2次車      |
| 32604F | 2010年7月15日  | 近畿車輛 | 2次車      |
| 32605F | 2011年9月22日  | 近畿車輛 | 3次車      |
| 32606F | 2011年10月31日 | 近畿車輛 | 3次車      |
| 32607F | 2011年11月13日 | 近畿車輛 | 3次車      |
| 32608F | 2012年10月2日  | 近畿車輛 | 4次車      |
| 32609F | 2012年12月14日 | 近畿車輛 | 4次車      |
| 32610F | 2013年2月12日  | 近畿車輛 | 4次車      |
| 32611F | 2013年6月4日   | 近畿車輛 | 4次車      |
| 32612F | 2013年8月12日  | 近畿車輛 | 4次車      |
| 32613F | 2013年9月17日  | 近畿車輛 | 4次車      |

## 御堂筋線仕様車（31系）
前面のカラーリングは曲線状になっており、赤色のラインが太くなり、上部のラインの下部に新しく白色のラインがデザインされた。近畿車輛と川崎重工業の2社で製造されているが、前者は扉窓ガラスの車外の周囲の段差の部分が無塗装で、後者は黒色に塗装されているという違いがある。
内装パネルは御堂筋をイメージするイチョウと銀杏の柄を内装パネルなどに採用することで、親しみやすい車内空間を演出している。座席の配置を工夫することで、一部の乗降口横のスペースを拡大（1両に4か所）し、大きな荷物を持つ利用客にも利用しやすくしている。座席は形状を工夫し、着席状態から立ち上がりやすくしているほか、モケットの色は赤色となり、素材やクッションの量も変更されている（優先座席は他路線と同様に青色）。また、地上区間を長時間走行することから、フリーストップ式カーテンが取り付けられた。荷棚高さを40ミリ下げている。

車内案内表示器は三菱電機製の16:9の画面幅のものとなった。右側のディスプレイの駅名表示は、漢字→ひらがな→ローマ字→漢字…を回転させながらアニメーションのような表示をする。ホーム案内も、進行方向から向かうような感じで表示している。これは、三菱電機が開発したIPコア「セサミクロ」によって実現したものである。

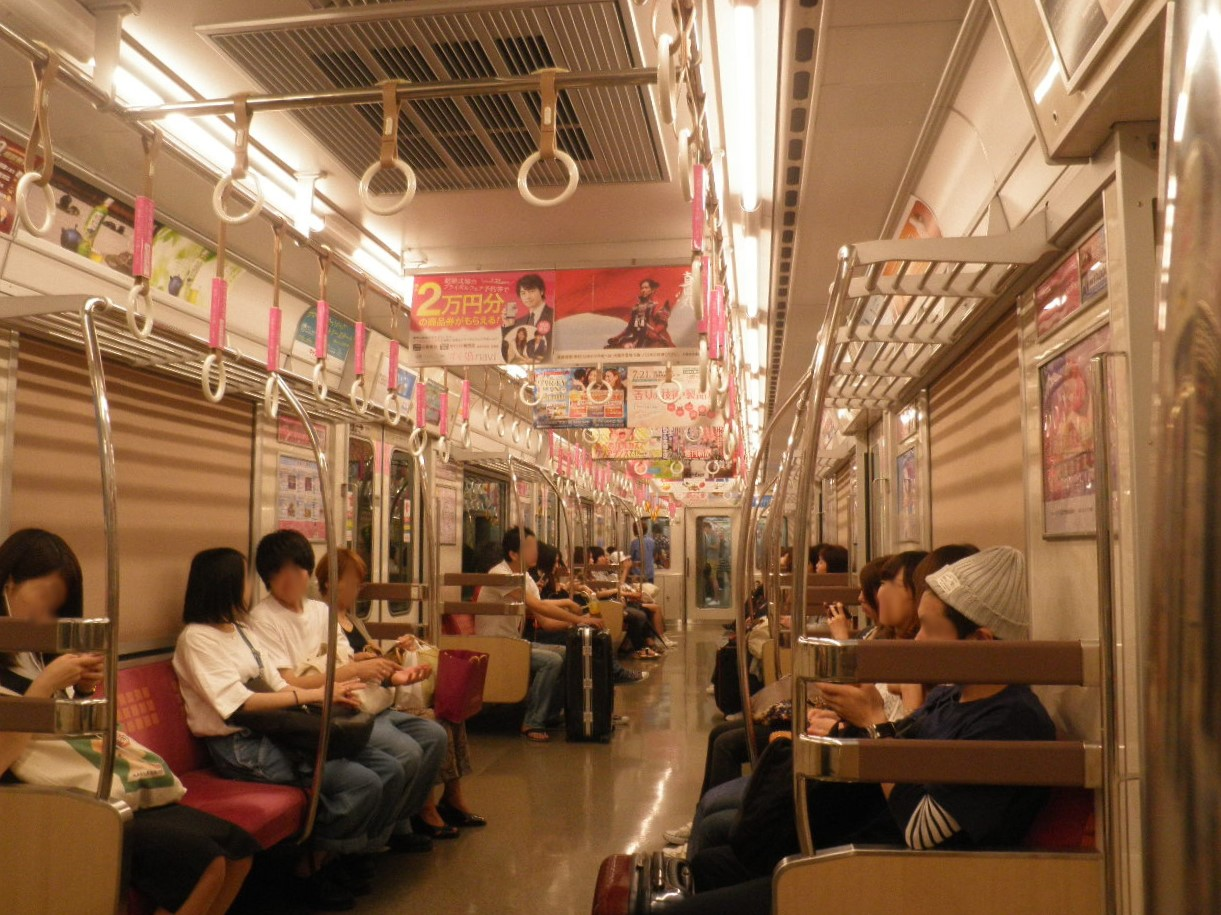
LED照明の色が異なる女性専用車の車内

2013年度・2014年度御堂筋線投入分 (31602F・31603F)
2013年度に31602Fが、2014年度に31603Fが投入された。2012年度・2013年度に谷町線向けに投入された編成で変更された変更点を反映し、さらに改良が施された。
- 2013年12月から営業運転を開始した新20系の更新車と同様に、運転室と客室の間の扉の窓ガラスを下方向に拡大した。
- 31601Fでは座席の配置を工夫したことで一部の乗降口横のスペースを拡大（1両に4か所）したが、拡大箇所に「少しスペースを広げております」と書かれ、立席利用や荷物やベビーカーなどを置いて利用できるようにイラストも描かれた案内ステッカーを貼り付けて明確化した。
- 車内照明をLED化（谷町線用は未交換。女性専用車の照明の色は異なる）。
- プラズマクラスター発生装置を一部の車両に設置（31603・31403号車）。

御堂筋線向け量産車の投入に伴う31601Fの量産化改造
31601Fついても、量産車の投入に伴い、車内設備を量産車と合わせるための改良が行われた。
- 運転室と客室の間の扉を窓ガラスが下方向へ拡大されたものに交換。
- 一部の乗降口横のスペースの拡大箇所にステッカーが貼り付けられていなかったが、「少しスペースを広げております」と書かれ、立席利用や荷物やベビーカーなどを置いて利用できるようにイラストも描かれた案内ステッカーを貼り付けて明確化。
- 車内照明をLED化（女性専用車の照明の色は異なる）。

2016年度・2017年度御堂筋線投入分 (31604F - 31609F)
2016年度に31604F、2017年度に31605F - 31609Fが投入された。これまでは、細かい改良にとどまっていたが、今回の投入分では「都会のイメージの中に未来に向けて新たな風を盛り込んだデザイン」に車内を一新しており、既存編成と大幅な変更が見られる。2016年10月20日に営業運転を開始した。
- 車内の化粧板の色やデザインを都会をイメージしたものに変更（ガラス仕切りやチェック柄のドアなど）。
- 床敷物に御堂筋のイチョウ並木を表現したイチョウのデザインを取り入れ。
- 女性専用車両を一般車と区別がつきやすいように車内の配色を変更。
- 吊り手の配置や高さの見直し、握り棒の増設、袖仕切の大型化。
- サーカディアンリズムにならった車内照明の制御機能を追加。
- 動画広告やニュース、天気予報[注 6]などを表示できるように車内案内表示器（愛称・御堂筋ビジョン）を大型化[14][注 7]。
- プラズマクラスター発生装置をすべての車両に設置。
- 新幹線グリーン車の座席構造を応用した、快適な座り心地を追求したロングシートの採用[15]。
- 足元照明の設置。
- 制御装置の仕様変更
- 前照灯のLED化。
- 妻面貫通扉の窓が角ばった形状に変更
- 31607F以降は大阪市交通局の民営化直前である2017年10月から2018年2月にかけて投入されたため、数か月後に迫る大阪市高速電気軌道（Osaka Metro）移行を考慮し、車体への「大阪市高速鉄道」事業を表すマーク（)の貼付が省略されている。2018年（平成30年）4月の民営化後、貼付が省略されていた位置にOsaka Metroロゴの貼付が順次行われた。

後に2014年度以前に投入されていた31601F〜31603Fにおいても車内案内表示器の大型化と前照灯のLED化が実施された。

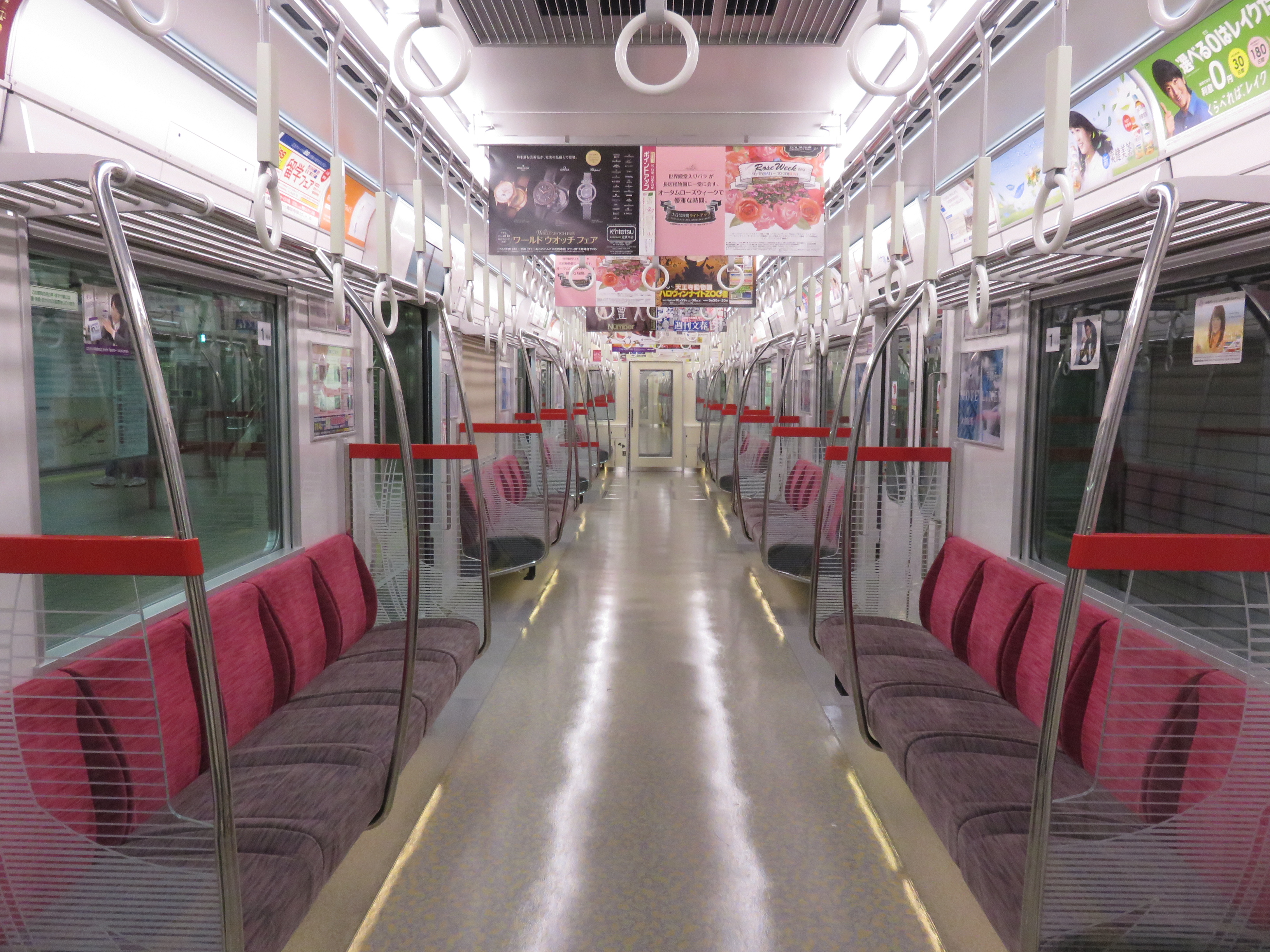
車内（31604F）
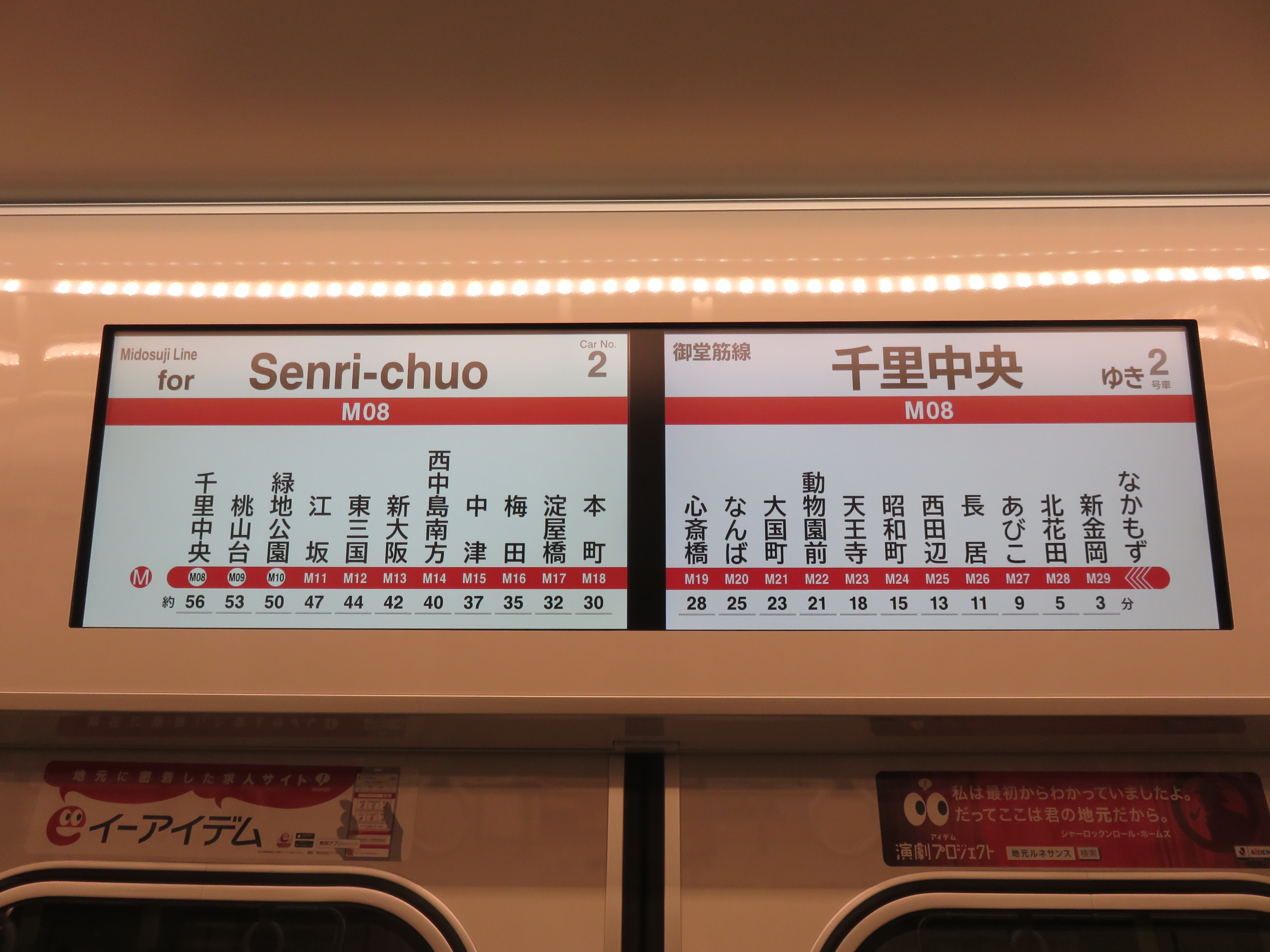
2画面LCD
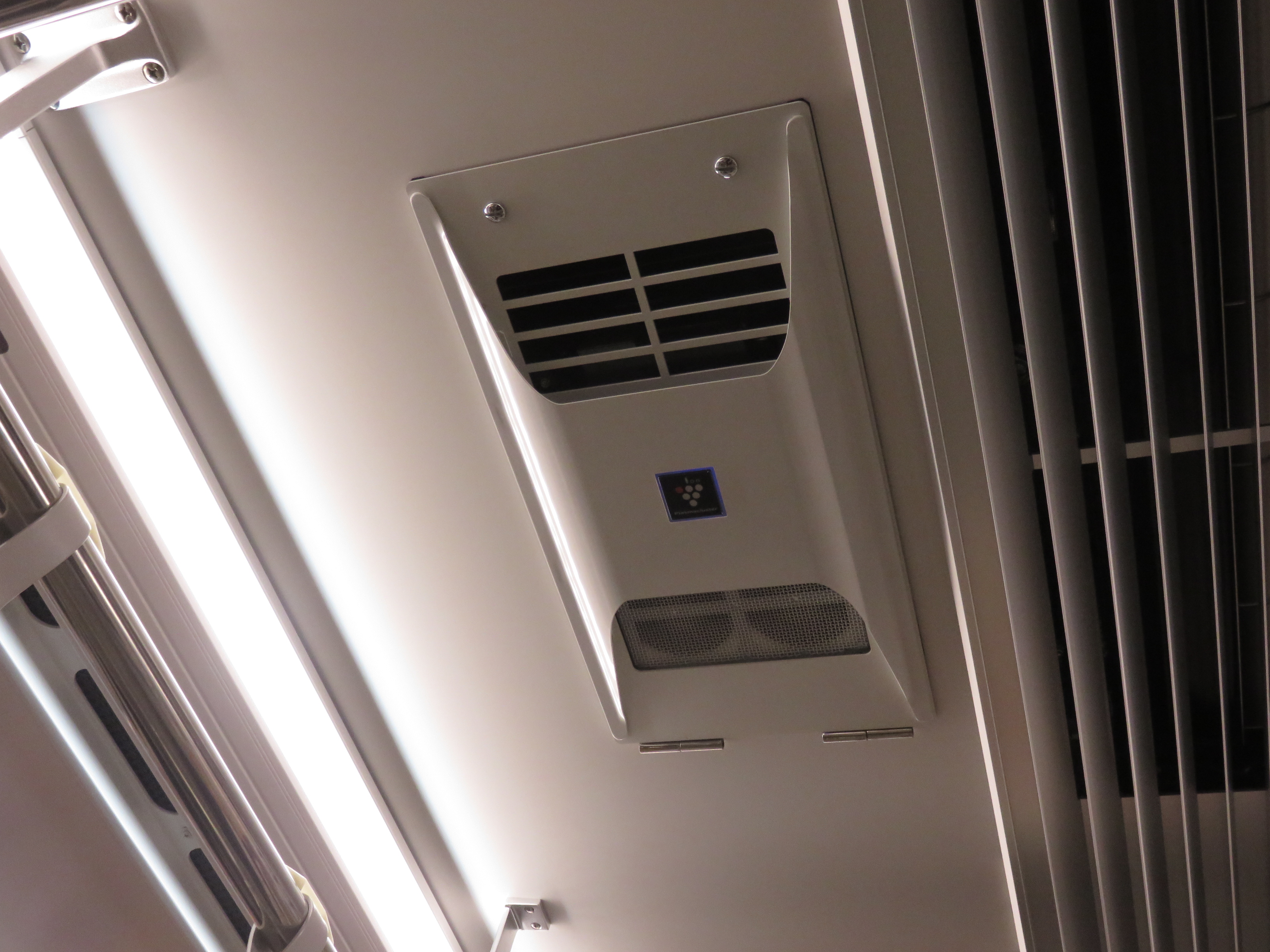
プラズマクラスター発生装置
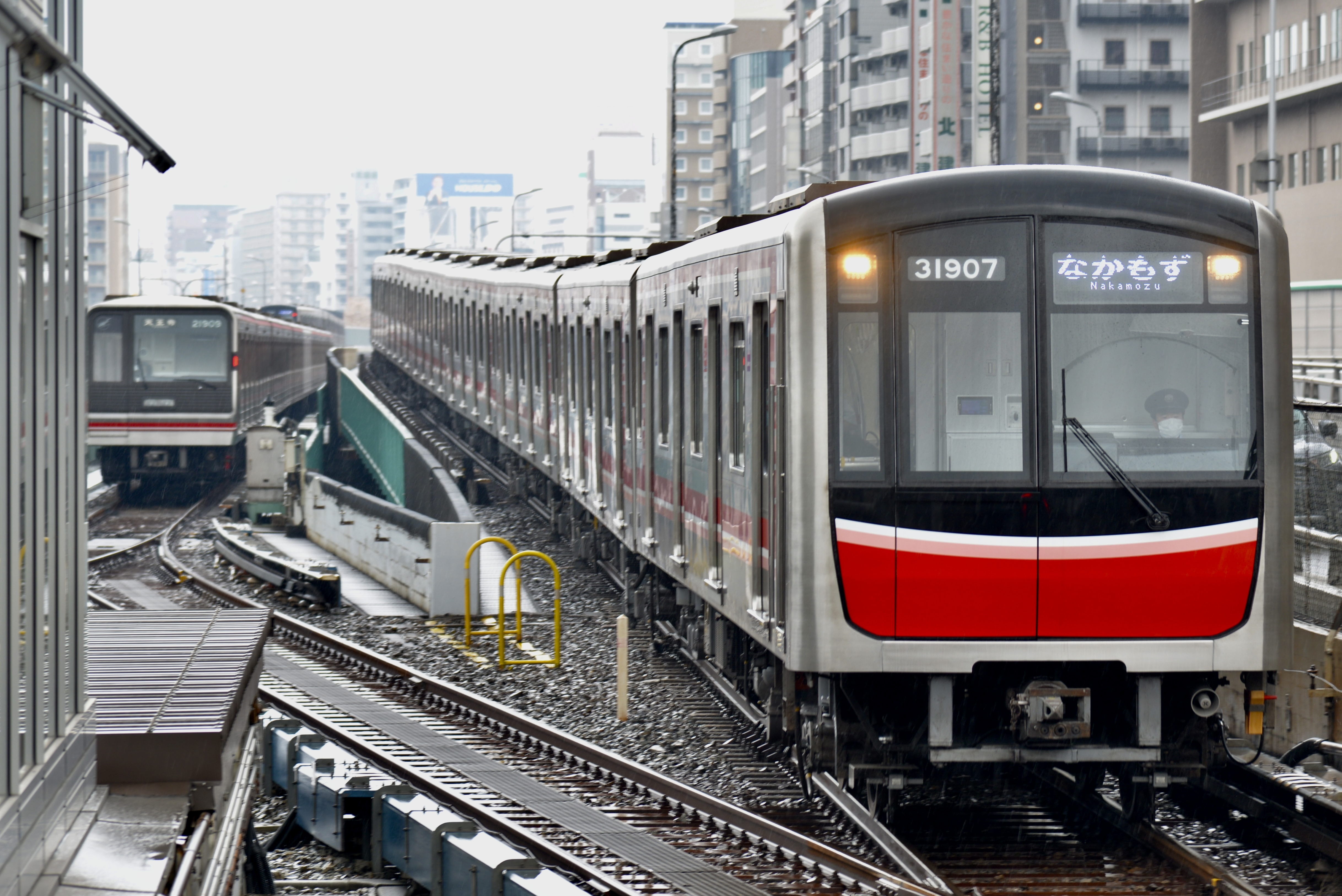
前照灯が導入時よりLEDの31607F

2018年度投入分以降 (31610F - 31622F)
大阪市高速電気軌道への民営化後、初の地下鉄車両としての新造車となるグループ。2018年度に31610Fと31611F、2019年度に31612F〜31614F、2020年度に31615F以降が投入された。2022年6月に導入された31622Fをもって、すべての10系と10A系の置き換え数に達したため、御堂筋線向け車両の製造は終了した。
民営化以前の車両と比較し、以下の変更点が見られる。
- 31610Fの1号車の車内4か所に防犯カメラを試行的に設置（設置費用1両あたり150万円、他編成についても設置予定）。
- 側面のLED表示機の行先表示に、号車番号に代わって駅番号が入る（谷町線用編成も含めた全編成で順次実施）。
- 車両間の貫通扉のガラス面積を大型化し、ガラス下部にOsaka Metroロゴを貼付。
- マスコンのワンハンドル化。
- 啓発広告枠の撤去。
- プラズマクラスターのデザイン変更。
- 袖仕切りのデザイン変更。31610Fと31611Fは31604F～31609Fと同じ色分けだったが、31612F以降の編成ではさらに色合いが変更された。
- 31612Fでは、そのほかにも貫通扉の化粧板の色をベージュから白に変更したほか、製造年の表記を和暦から西暦に変更している。

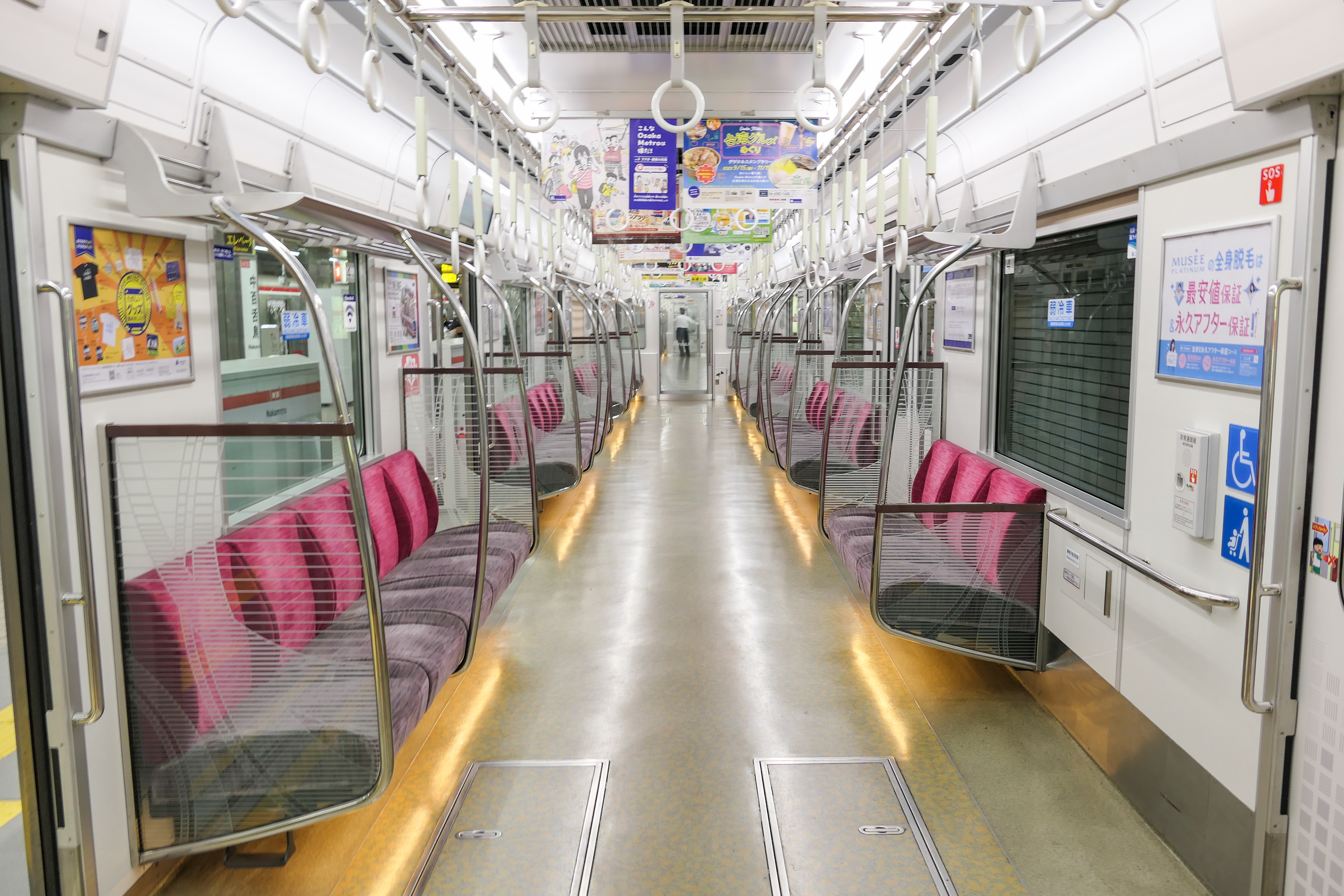
31612Fの車内

| 編成   | 竣工日         | メーカー | 仕様       |
| ------ | -------------- | -------- | ---------- |
| 31601F | 2011年6月24日  | 近畿車輛 | 先行試作車 |
| 31602F | 2013年12月16日 | 川崎重工 | 2次車      |
| 31603F | 2014年4月10日  | 川崎重工 | 2次車      |
| 31604F | 2016年6月29日  | 近畿車輛 | 3次車      |
| 31605F | 2017年4月14日  | 近畿車輛 | 3次車      |
| 31606F | 2017年5月31日  | 川崎重工 | 3次車      |
| 31607F | 2017年10月6日  | 川崎重工 | 3次車      |
| 31608F | 2017年12月1日  | 川崎重工 | 3次車      |
| 31609F | 2018年2月21日  | 川崎重工 | 3次車      |
| 31610F | 2018年7月28日  | 川崎重工 | 4次車      |
| 31611F | 2019年2月15日  | 川崎重工 | 4次車      |
| 31612F | 2019年6月29日  | 川崎重工 | 4次車      |
| 31613F | 2019年11月8日  | 川崎重工 | 4次車      |
| 31614F | 2020年2月13日  | 川崎重工 | 4次車      |
| 31615F | 2020年6月30日  | 川崎重工 | 4次車      |
| 31616F | 2020年8月26日  | 川崎重工 | 4次車      |
| 31617F | 2020年10月23日 | 川崎重工 | 4次車      |
| 31618F | 2021年5月27日  | 川崎重工 | 5次車      |
| 31619F | 2021年8月27日  | 川崎重工 | 5次車      |
| 31620F | 2021年11月3日  | 川崎車両 | 5次車      |
| 31621F | 2022年5月12日  | 川崎車両 | 5次車      |
| 31622F | 2022年6月10日  | 川崎車両 | 5次車      |

## 中央線仕様車（30000A系）

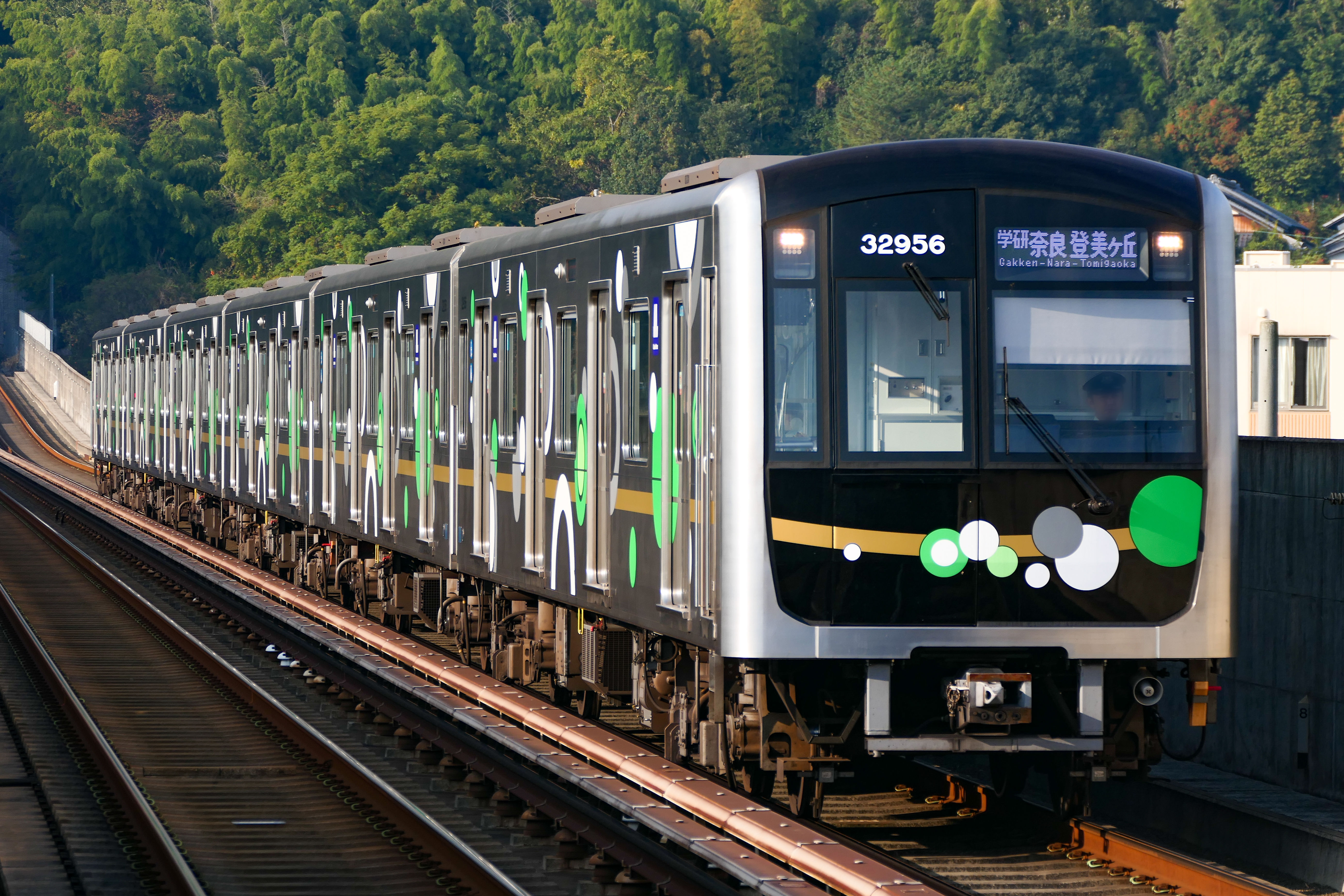
中央線仕様の30000A系

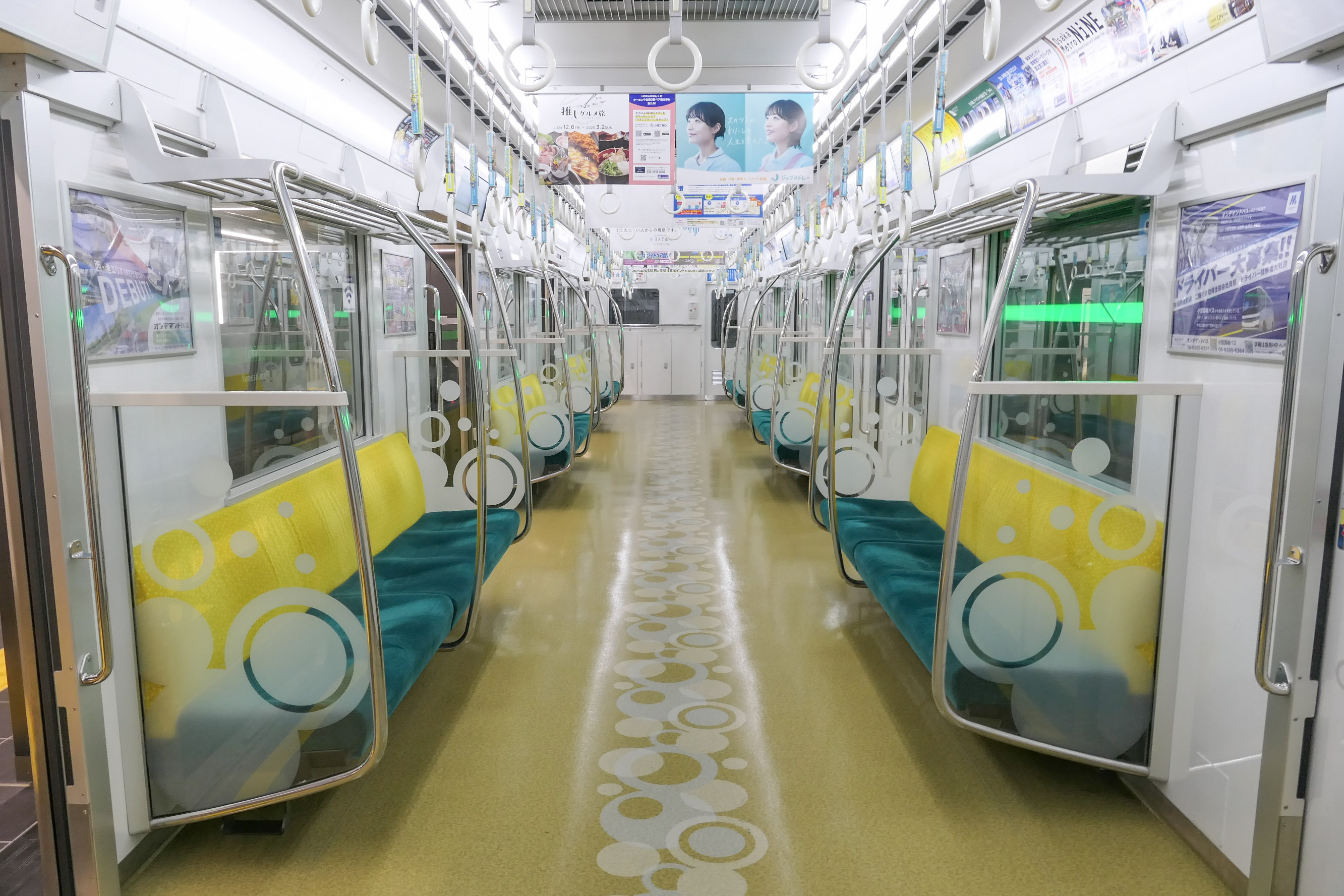
30000A系 車内

2022年（令和4年）7月22日に、中央線・けいはんな線で、大阪市高速電気軌道（Osaka Metro）が発注した「30000A系」が運行を開始した。30000A系は、2025年（令和7年）開催予定の大阪・関西万博の開催期間中における輸送力増強用車両として位置づけられており、万博開催終了後は谷町線に転用することを前提としている。塗装も谷町線転属時には、特徴的なスパークルドット柄から、32系と同じ紫色のラインカラーとなる。また、2023年（令和5年）6月より導入の新型車両400系とともに、既存車両の20系・24系を順次置き換えた。車両形式は転属を考慮して谷町線仕様に合わせており、車両番号の千の位は2、十の位は5から始まる。
基本構造は御堂筋線用の仕様に準じているが、これまでの号線帯から改め、路線カラーのスパークルドットを散りばめたデザインを採用している。内装についてもスパークルドットを多用しているほか、床面の主電動機点検蓋（トラップドア）が廃止された。座席は谷町線及び御堂筋線初期仕様と同じ構造になっている。

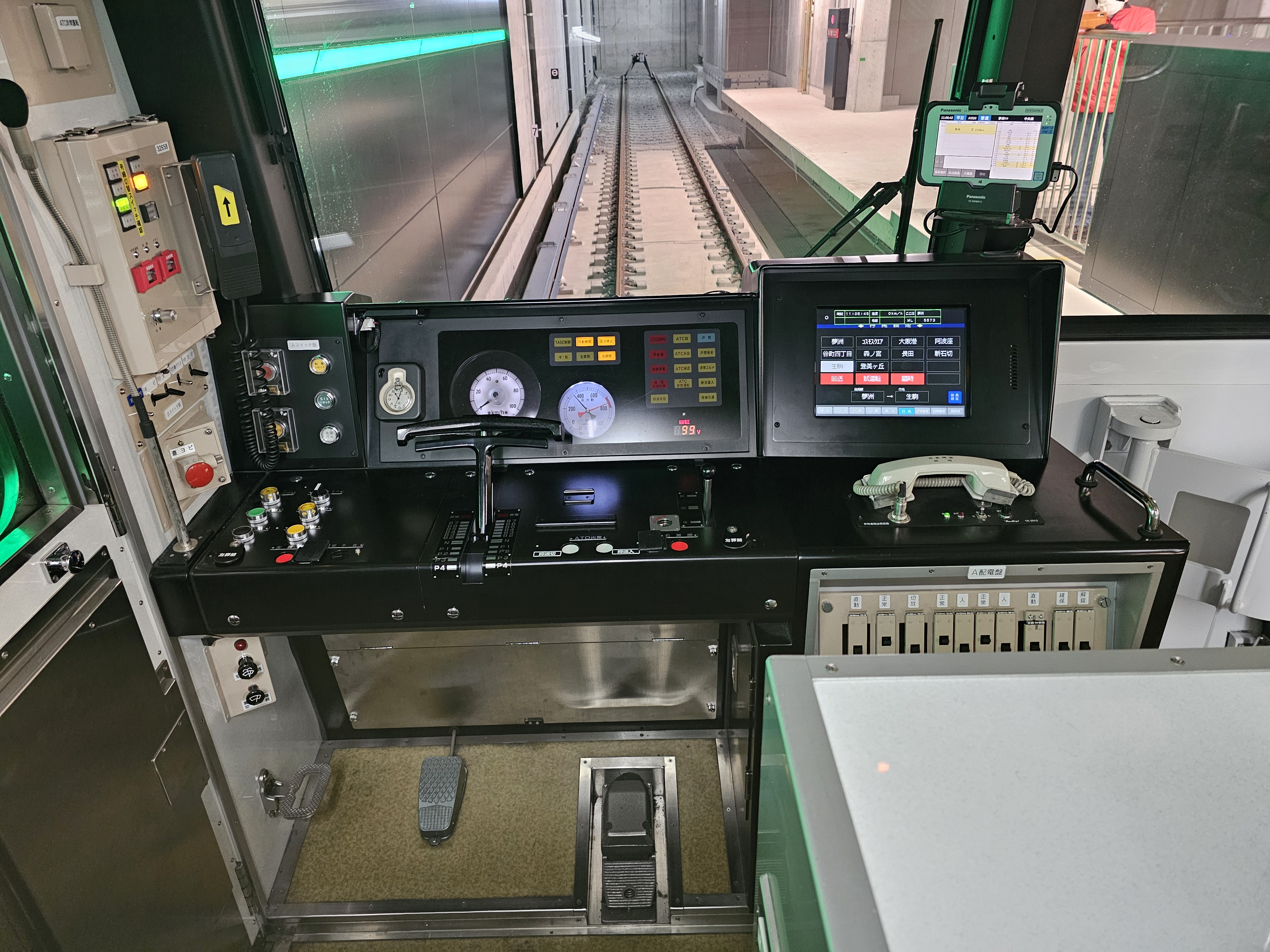
運転台

主要機器も御堂筋線30000系に準ずるが、台車がボルスタレス式に変更され、電動台車がSS-190M、付随台車がSS-190T（メトロ形式WS-300）となっている。

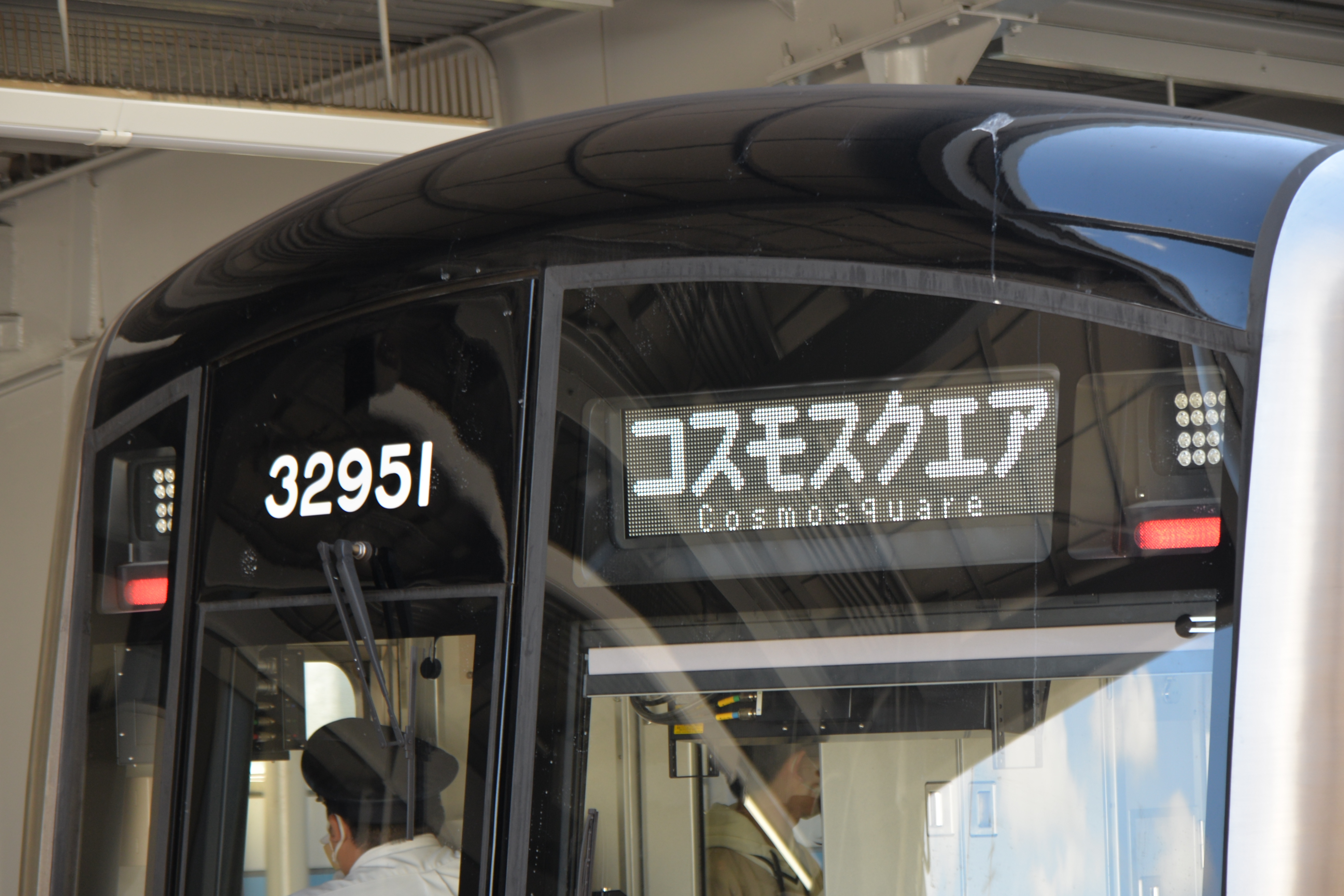
車両番号が既存のものと違い、表面にシールで張り付けられている

| 編成   | 竣工日         | メーカー | 仕様  |
| ------ | -------------- | -------- | ----- |
| 32651F | 2022年4月8日   | 近畿車輛 | 5次車 |
| 32652F | 2022年7月28日  | 近畿車輛 | 5次車 |
| 32653F | 2022年8月22日  | 近畿車輛 | 5次車 |
| 32654F | 2022年9月2日   | 近畿車輛 | 5次車 |
| 32655F | 2022年9月26日  | 近畿車輛 | 5次車 |
| 32656F | 2022年10月7日  | 近畿車輛 | 5次車 |
| 32657F | 2022年12月6日  | 近畿車輛 | 5次車 |
| 32658F | 2022年12月16日 | 近畿車輛 | 5次車 |
| 32659F | 2023年1月6日   | 近畿車輛 | 5次車 |
| 32660F | 2023年1月19日  | 近畿車輛 | 5次車 |

## 編成
|      | ← 八尾南・文の里都島・大日 → ← 夢洲長田・学研奈良登美ヶ丘 → | ← 八尾南・文の里都島・大日 → ← 夢洲長田・学研奈良登美ヶ丘 → | ← 八尾南・文の里都島・大日 → ← 夢洲長田・学研奈良登美ヶ丘 → | ← 八尾南・文の里都島・大日 → ← 夢洲長田・学研奈良登美ヶ丘 → | ← 八尾南・文の里都島・大日 → ← 夢洲長田・学研奈良登美ヶ丘 → | ← 八尾南・文の里都島・大日 → ← 夢洲長田・学研奈良登美ヶ丘 → | ← 八尾南・文の里都島・大日 → ← 夢洲長田・学研奈良登美ヶ丘 → |
| 形式 | 32600形                                                     | 32100形                                                     | 32800形                                                     | 32300形                                                     | 32200形                                                     | 32900形                                                     |                                                             |
| ---- | ----------------------------------------------------------- | ----------------------------------------------------------- | ----------------------------------------------------------- | ----------------------------------------------------------- | ----------------------------------------------------------- | ----------------------------------------------------------- | ----------------------------------------------------------- |
| 区分 | Tec1                                                        | Ma1'                                                        | T'                                                          | Mb2                                                         | Ma2                                                         | Tec2                                                        |                                                             |
| 自重 | 33.0t                                                       | 36.0t                                                       | 25.5t                                                       | 36.0t                                                       | 36.0t                                                       | 33.0t                                                       |                                                             |
| 定員 | 130                                                         | 140                                                         | 140                                                         | 140                                                         | 140                                                         | 130                                                         |                                                             |

|      | ← 箕面萱野・江坂天王寺・なかもず → | ← 箕面萱野・江坂天王寺・なかもず → | ← 箕面萱野・江坂天王寺・なかもず → | ← 箕面萱野・江坂天王寺・なかもず → | ← 箕面萱野・江坂天王寺・なかもず → | ← 箕面萱野・江坂天王寺・なかもず → | ← 箕面萱野・江坂天王寺・なかもず → | ← 箕面萱野・江坂天王寺・なかもず → | ← 箕面萱野・江坂天王寺・なかもず → | ← 箕面萱野・江坂天王寺・なかもず → |
| 形式 | 31600形                            | 31000形                            | 31100形                            | 31700形                            | 31400形                            | 31800形                            | 31500形                            | 31300形                            | 31200形                            | 31900形                            |
| ---- | ---------------------------------- | ---------------------------------- | ---------------------------------- | ---------------------------------- | ---------------------------------- | ---------------------------------- | ---------------------------------- | ---------------------------------- | ---------------------------------- | ---------------------------------- |
| 区分 | Tec1                               | Ma1                                | Mb1                                | Te                                 | Ma1'                               | T'                                 | T                                  | Mb2                                | Ma2                                | Tec2                               |
| 自重 | 33.0t                              | 36.0t                              | 36.0t                              | 27.0t                              | 36.0t                              | 25.5t                              | 25.5t                              | 36.0t                              | 36.0t                              | 33.0t                              |
| 定員 | 130                                | 140                                | 140                                | 140                                | 140                                | 140                                | 140                                | 140                                | 140                                | 130                                |

監督官庁への届出上の車両形式は、千の位が「0」となっている。

## 運用

### 30000系
谷町線仕様は2008年10月に導入が発表され、2008年11月からの約5か月間、試運転が行われた。試運転は谷町線のほか、中央線でも行われた。2009年3月15日に開催された試乗会では同線の森ノ宮駅からコスモスクエア駅までを走行し、その後3月18日から谷町線で営業運転を開始した。
御堂筋線仕様は2011年4月25日に導入が発表され、6月からの約半年間に及ぶ御堂筋線・四つ橋線での試運転のほか、乗り入れ先の北大阪急行に貸し出されての試運転も行われた。なお、北大阪急行への貸し出しの際、普段は大阪市交車が入線しない桃山台車庫にも入線している。営業運転開始日と初日の運用については12月6日に事前の告知がなされ、12月10日に御堂筋線・北大阪急行線で営業運転を開始した。

### 30000A系
中央線仕様として第1編成の32651Fが2022年3月に竣工し、中央線と乗り入れ先の近鉄けいはんな線にて約1か月間の試運転を行なった後、2022年7月22日に営業運転を開始した。その後増備が進み、2023年1月に第10編成の32660Fまで製造され、導入予定の車両がすべて導入された。